# غلين غريغوري
غلين غريغوري (بالإنجليزية: Glenn Gregory)‏ هو موسيقي ومغني بريطاني، ولد في 16 مايو 1958 في شفيلد في المملكة المتحدة.

## وصلات خارجية
- غلين غريغوري على موقع IMDb (الإنجليزية)
- غلين غريغوري على موقع ميوزك برينز (الإنجليزية)
- غلين غريغوري على موقع أول ميوزيك (الإنجليزية)
- غلين غريغوري على موقع ديسكوغز (الإنجليزية)
- غلين غريغوري على موقع قاعدة بيانات الفيلم (الإنجليزية)